# Sargantana aranesa
La sargantana aranesa (Iberolacerta aranica), descoberta per a la ciència l'any 1993, és una espècie de rèptil pertanyent a la família dels lacèrtids.

## Origen evolutiu
El seu origen es remunta a les glaciacions pleistocenes, quan alguns reductes de poblacions ancestrals van quedar aïllats i es van diferenciar ràpidament de les seves espècies germanes actuals: la sargantana pallaresa (Iberolacerta aurelioi) i la sargantana pirinenca (Iberolacerta bonnali), també endèmiques dels Pirineus.

## Descripció
- Les femelles fan, de mida mitjana i des de la cloaca al musell, 5,67 cm, i els mascles 5,38.
- És robusta, té extremitats curtes, dits llargs i la cua és dues vegades la mida de la resta del cos.
- Coloració dorsal bruna, grisosa i amb dues línies paravertebrals de punts foscos. La part ventral és de color blanc amb alguns punts foscos a les escates ventrals.
- Té una placa massetèrica i una altra timpànica molt grosses, i amb una escata entre ambdues.
- Presenta un nombre reduït d'escates dorsals, ventrals i gulars.
- No presenta dimorfisme sexual.[3][5]

## Reproducció
Té una maduresa sexual molt tardana (al cap de dos anys) i el seu cicle és força curt, ja que viu en indrets que romanen fins a vuit mesos seguits nevats. L'activitat reproductiva va des de finals del maig fins a començaments de l'octubre, més o menys. La posta té lloc a principis de l'estiu i consta de dos a cinc ous relativament grossos (14 x 9 mm) i en avançat desenvolupament embrionari. Els naixements tenen lloc al cap d'un mes i les cries fan entre 20 i 25 mm en el moment de l'eclosió.

## Alimentació
A començaments de l'estiu aprofita l'alta productivitat d'insectes (sobretot, ortòpters i dípters) i aràcnids dels ambients altimontants i adapta la seua dieta a les distintes disponibilitats de cada moment.

## Depredadors
És depredada per l'escurçó pirinenc (Vipera aspis zinnikeri) i el talpó de tartera (Microtus nivalis).

## Hàbitat
És present als prats, tarteres, pedregams amb herba, zones de pastures i àrees rocalloses, essent la seua àrea de distribució d'uns, si fa no fa, 26 km², ocupats de manera discontínua. És un habitant típic de l'estatge alpí i, a vegades, del subalpí desforestat per a l'obtenció de pastures. La presència d'acumulacions de roques apropiades amb vegetació herbàcia o arbustos petits (combinat amb un grau d'humitat adequat) són els factors clau perquè hi faci acte de presència. Així, ha estat trobada des de 1.940 m d'altitud fins a una mica més de 2.600, en indrets especialment arrecerats i on sap aprofitar perfectament l'escalfor que li proporciona la radiació solar de l'alta muntanya i els diferents microclimes que li són favorables.

## Distribució geogràfica
Viu al massís on es troba el Tuc de Mauberme i el seu rodal (entre la Vall d'Aran -amb el 90% de la seua població- i l'Arieja -amb el 10% restant-).

## Longevitat
La seua esperança de vida és desconeguda, tot i que, hom pensa, pot excedir dels 10 anys.

## Estat de conservació
Es troba amenaçada per la seua reduïda àrea de distribució, les poblacions fragmentades i petites, el sobrepasturatge, l'ús de vehicles tot terreny, la freqüentació turística, la instal·lació d'infraestructures (com ara, estacions d'esquí), l'escalfament global, la recol·lecció d'exemplars per part de científics i terrariòfils i el possible impacte mediambiental de futurs projectes hidroelèctrics i d'extracció minera.

## Normativa relativa a l'espècie

### Mundial
- Conveni relatiu a la conservació de la vida silvestre i del medi natural a Europa (Conveni de Berna, del 19 de setembre de 1979). Inclòs a l'Annex III.

### Europea
- Directiva 92/43/CEE del Consell, del 21 de maig del 1992, relativa a la conservació dels hàbitats naturals i de la fauna i flora silvestres (inclosa a l'Annex II i IV com a Iberolacerta monticola).

### Estatal
- Llei orgànica 42/2007, del 13 de desembre, del patrimoni natural i la biodiversitat (BOE 299, de 14.12.2007).
- Reial decret 439/1990, del 30 de març, pel qual es regula el Catàleg nacional d'espècies amenaçades (BOE 82, del 5 d'abril del 1990). Catalogada com en perill d'extinció.
- Al Catàleg nacional d'espècies amenaçades (que ha de publicar properament el Ministeri de Medi Ambient espanyol) l'espècie s'hi inclourà com en perill d'extinció.

### Nacional
- Llei 12/2006, del 27 de juliol, de mesures en matèria de medi ambient (DOGC 4690 de 3.8.2006). Espècie inclosa a l'annex com a espècie protegida, categoria B.
- Proposada com a espècie en perill d'extinció al Catàleg de Fauna Amenaçada de Catalunya (en preparació).